# RO Theater
Das Ro Theater war eine große niederländische Theatergesellschaft und hatte ihren Sitz in Rotterdam. Es wurde im Jahr 1977 gegründet; ihr Leiter bis 1983 war Franz Marijnen; Alize Zandwijk, heute leitende Regisseurin des Theater Bremen, leitete das RO Theater von 2006 bis 2017. Die Truppe zeigte ihre Stücke in der Rotterdamse Schouwburg oder im eigenen RO Theater (Willem Boothlaan 8). Dazu tourten sie nicht nur durch die Theatersäle der Niederlande, sondern zeigten sich auch im Ausland. Neben klassischem Repertoire, neuen Stücken und Familienaufführungen wurden auch Produktionen mit jeweiligem Lokalkolorit auf die Bühne gebracht.
Im Januar 2017 ging die Gesellschaft auf im neuen Theater Rotterdam.
Schauspieler beim RO Theater waren neben vielen anderen Stefan de Walle, Jack Wouterse, Gijs Naber oder Raymond Thiry. Eine bekannte Produktion war das parodistische Musical De Gelaarsde Poes (etwa: „Die gestiefelte Mieze“ nach dem Märchen Der gestiefelte Kater), mit Musik von Michael Jackson. Das Musical lief von 2015 bis 2017 und wurde auch von VPRO im Fernsehen ausgestrahlt.